# Mairàs
Mairàs (en francès Meyras) és un municipi francès situat al departament de l'Ardecha i a la regió d'Alvèrnia-Roine-Alps. L'any 2007 tenia 826 habitants.

## Demografia

### Població
El 2007 la població de fet de Meyras era de 826 persones. Hi havia 366 famílies de les quals 116 eren unipersonals (52 homes vivint sols i 64 dones vivint soles), 131 parelles sense fills, 95 parelles amb fills i 24 famílies monoparentals amb fills.
La població ha evolucionat segons el següent gràfic:
Habitants censats

### Habitatges
El 2007 hi havia 719 habitatges, 375 eren l'habitatge principal de la família, 302 eren segones residències i 42 estaven desocupats. 521 eren cases i 197 eren apartaments. Dels 375 habitatges principals, 270 estaven ocupats pels seus propietaris, 96 estaven llogats i ocupats pels llogaters i 9 estaven cedits a títol gratuït; 5 tenien una cambra, 22 en tenien dues, 93 en tenien tres, 108 en tenien quatre i 146 en tenien cinc o més. 283 habitatges disposaven pel capbaix d'una plaça de pàrquing. A 187 habitatges hi havia un automòbil i a 144 n'hi havia dos o més.

### Piràmide de població
La piràmide de població per edats i sexe el 2009 era:
| Homes | Edats   | Dones |
| ----- | ------- | ----- |
| 0     | 95 o +  | 0     |
| 0     | 90 a 94 | 4     |
| 4     | 85 a 89 | 4     |
| 0     | 80 a 84 | 4     |
| 36    | 75 a 79 | 36    |
| 12    | 70 a 74 | 28    |
| 16    | 65 a 69 | 16    |
| 28    | 60 a 64 | 28    |
| 16    | 55 a 59 | 20    |
| 24    | 50 a 54 | 16    |
| 16    | 45 a 49 | 16    |
| 32    | 40 a 44 | 36    |
| 28    | 35 a 39 | 20    |
| 36    | 30 a 34 | 44    |
| 12    | 25 a 29 | 28    |
| 4     | 20 a 24 | 8     |
| 24    | 15 a 19 | 28    |
| 28    | 10 a 14 | 8     |
| 20    | 5 a 9   | 28    |
| 20    | 0 a 4   | 8     |

## Economia
El 2007 la població en edat de treballar era de 512 persones, 345 eren actives i 167 eren inactives. De les 345 persones actives 302 estaven ocupades (161 homes i 141 dones) i 43 estaven aturades (18 homes i 25 dones). De les 167 persones inactives 65 estaven jubilades, 35 estaven estudiant i 67 estaven classificades com a «altres inactius».

### Ingressos
El 2009 a Meyras hi havia 382 unitats fiscals que integraven 849 persones, la mediana anual d'ingressos fiscals per persona era de 15.076 €.

### Activitats econòmiques
Dels 48 establiments que hi havia el 2007, 3 eren d'empreses extractives, 3 d'empreses alimentàries, 2 d'empreses de fabricació d'altres productes industrials, 13 d'empreses de construcció, 8 d'empreses de comerç i reparació d'automòbils, 1 d'una empresa de transport, 9 d'empreses d'hostatgeria i restauració, 3 d'empreses immobiliàries, 1 d'una empresa de serveis, 3 d'entitats de l'administració pública i 2 d'empreses classificades com a «altres activitats de serveis».
Dels 22 establiments de servei als particulars que hi havia el 2009, 1 era una oficina de correu, 2 tallers de reparació d'automòbils i de material agrícola, 3 paletes, 4 fusteries, 3 lampisteries, 2 electricistes, 1 empresa de construcció, 1 perruqueria i 5 restaurants.
Dels 2 establiments comercials que hi havia el 2009, 1 era una botiga de més de 120 m² i 1 una botiga de menys de 120 m².
L'any 2000 a Meyras hi havia 17 explotacions agrícoles que ocupaven un total de 75 hectàrees.

## Equipaments sanitaris i escolars
El 2009 hi havia una escola elemental.

## Poblacions més properes
El següent diagrama mostra les poblacions més properes.